# Jeziaryszcza (stacja kolejowa)
Jeziaryszcza (biał. Езярышча, ros. Езерище) – stacja kolejowa w miejscowości Jeziaryszcza, w rejonie horodeckim, w obwodzie witebskim, na Białorusi. Położona jest na linii Newel - Jeziaryszcza - Witebsk. Jest to białoruska stacja graniczna na granicy z Rosją.

## Historia
Stacja powstała w czasach carskich na linii z Petersburga do Witebska, pomiędzy stacjami Newel i Byczycha.